# Capacete SPECTRA
O capacete SPECTRA ou capacete de combate CGF Gallet é o capacete balístico anteriormente em uso no exército francês, e que também foi adotado pelos exércitos de vários outros países. Criado pela CGF Gallet (fabricante do capacete F1 para os bombeiros), ele pesa 1,4kg, está disponível em dois tamanhos e é feito de fibras Spectra, produzidas sob licença da Honeywell. O capacete SPECTRA é capaz de parar estilhaços de obus de 1,1kg viajando a 680m/s, o que representa uma melhoria de 80% em comparação com o capacete modelo 1978 que substituiu. Agora é amplamente substituído pelos capacetes MSA Gallet TC F modelo 2005 ou pelos capacetes Gallet FÉLIN.

## Histórico
O capacete SPECTRA é o resultado de estudos realizados em 1990 e visando o desenho do capacete para o exército francês dos anos 2000. Em 1992, o conflito na ex-Iugoslávia colocou um grande número de soldados da paz franceses em contato com adversários bem treinados e bem equipados, notadamente atiradores emboscados durante o cerco de Sarajevo, onde uma proteção mais eficaz do que o capacete Modelo 1978 (F1) se mostrou necessária. Esta experiência situou-se dentro de um projeto mais amplo iniciado no final da década de 1980, o qual incluía novos equipamentos para a proteção integral do soldado; estes incluindo capacete, colete e ombreiras, pensando no combatente francês do novo século XXI. Estes estudos foram direcionados preferencialmente para o elemento de cobertura da cabeça dos usuários.
Em 1990, o Estado-Maior do Exército (EMAT) apresentou uma lista das características que um novo capacete, visando substituir o F1, deveria atender em um prazo máximo de cinco anos. Esta lista contemplou uma ampla gama de características exigidas: testes balísticos, testes de laser, testes de fogo, testes exaustivos de vibração ou danos causados por golpes e riscos de ferimentos ao usuário. Tratava-se de obter um capacete com características que permitissem uma longa vida útil, estimando-se necessidades de cerca de 200.000 capacetes denominados "casque futur post-2000".
O exército solicitou um estudo de emergência para o novo capacete, e foram feitos testes que levaram à escolha da fibra Dyneema. Gallet projetou um modelo baseado no PASGT ("Fritz") usado pelo Exército dos Estados Unidos, e produziu um lote inicial de 5.000 unidades imediatamente disponíveis para as forças de paz na ex-Iugoslávia. Esses primeiros modelos eram azuis, tingidos na massa. Modelos posteriores foram pintados de verde padrão OTAN. Eles gradualmente equiparam todas as tropas francesas, com prioridade para as unidades em missão no exterior.

## Descrição

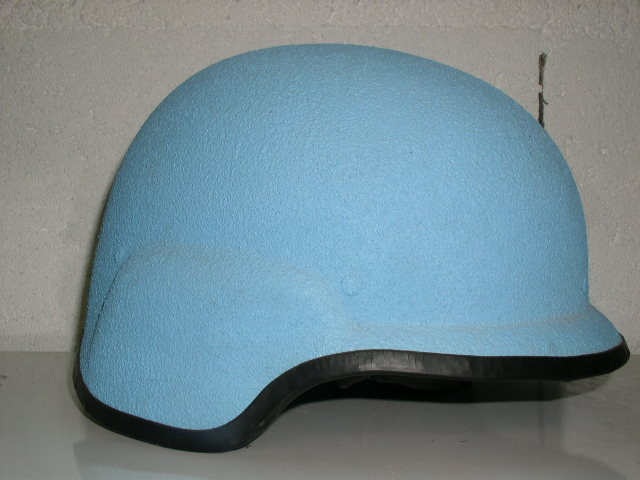
Os primeiros modelos foram fabricados para as operações das forças de manutenção da paz das Nações Unidas, e foram tingidos de azul na massa.

O capacete é feito de fibras Spectra. Não é à prova de balas. É um capacete resistente a estilhaços e a uma deformação máxima de 20mm após o impacto de uma bala de 8g de calibre 9mm FMJ (encamisado) com uma velocidade de impacto entre 390 e 420m/s. Possui resistência a fragmentos de acordo com o padrão NATO (STANAG) 2920, mini V50, que é 640m/s. A resistência ao choque de impacto atende à norma EN397, que é um padrão para capacetes na indústria.
O capacete pode ser usado com escutas e um sistema de rádio individual. Outros equipamentos, como visão noturna, podem ser adicionados. O novo equipamento de combate de infantaria do exército francês, o sistema FÉLIN, é parcialmente baseado no desenvolvimento do capacete SPECTRA.

## Modelos
A designação oficial do capacete CGF Gallet é capacete de combate Série 8320 TC "D" e são fabricados em três tamanhos:
- 008320-MDV
- 008320-VKL
- 008320-VKXL

O "V" significa "verde". "M", "L", "XL" designam o tamanho.
O capacete também está disponível sem a viseira para facilitar o uso do equipamento de visão noturna e com proteção adicional para aplicação da lei.

## Tamanho
Na Dinamarca, as designações oficiais "M", "L" e "XL" são geralmente referidas como Pequeno, Médio e Grande.
Medição da cabeça:
- M: 55,0 – 57,5cm
- C: 57,5 – 60,5cm
- XL: 60,5 – 64cm

## Variantes

### Variante dinamarquesa
Na Dinamarca, é referido como o capacete M/96, verde.
No início dos anos 1990, o exército dinamarquês começou a procurar um substituto para o antigo capacete americano M1 - designado Staalhjelm 1948 (M/48) - e que era o capacete padrão na Dinamarca adotado depois da Segunda Guerra Mundial.

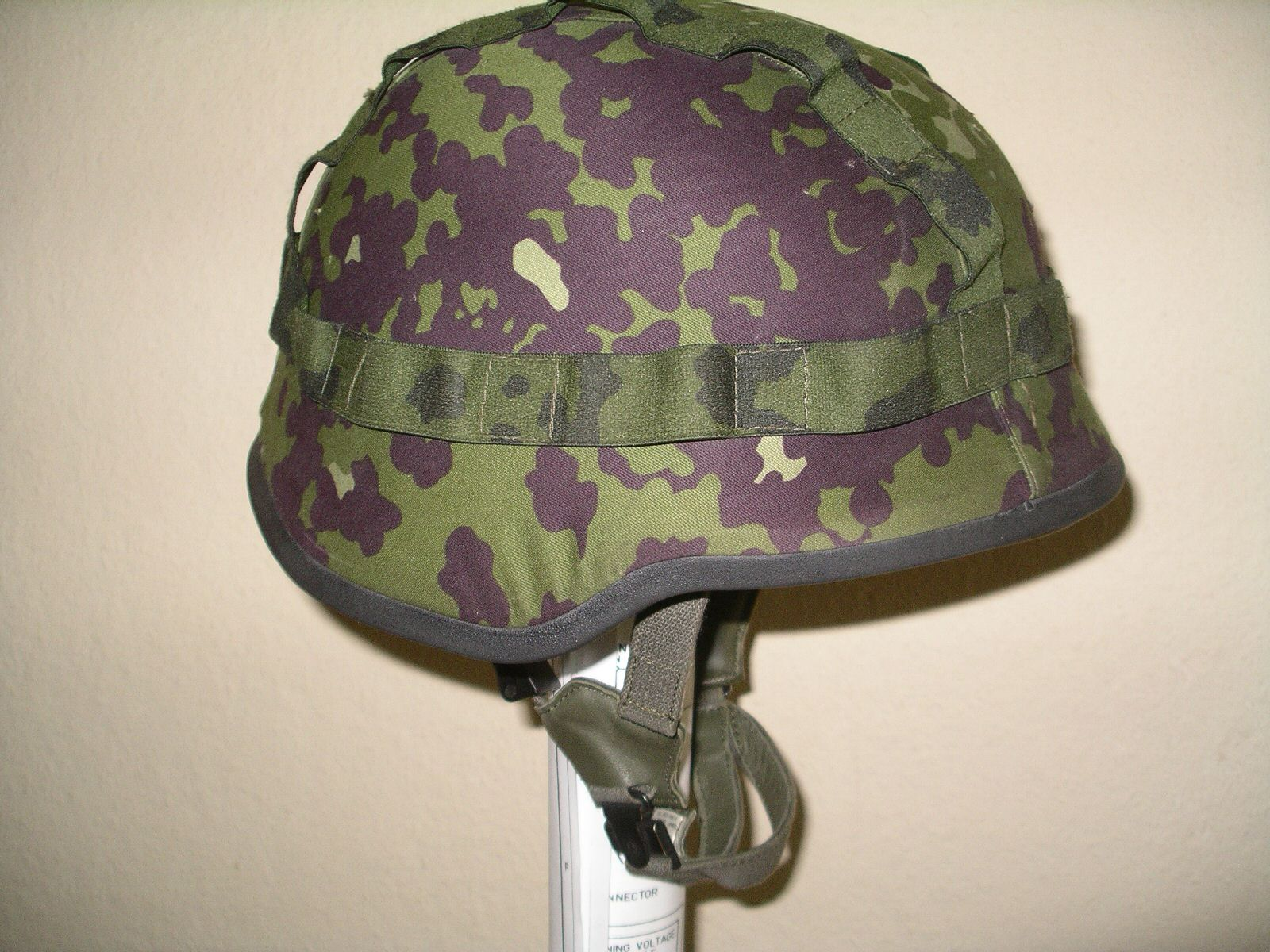
Capacete dinamarquês com a capa de capacete padrão.

A capa removível do capacete permite alterar o tipo de camuflagem. Assim, o exército dinamarquês usa três capas de capacete diferentes:
- Capa de capacete "versão Dk": Uma primeira versão provavelmente produzida na Dinamarca. Quase idêntico à versão 900076 da CGF Gallet, mas sem o aro de borracha, em vez disso, possui um cordão para prendê-lo bem. As alças dos cadarços na parte superior do capacete às vezes são bem grandes. Padrão de camuflagem M/84. Ainda em uso em alguns lugares até 1998-1999.

- Capacete M/96: Série 900076-VSxx (x = XL, L, M) da Gallet CGF. Esta é a cobertura padrão do exército dinamarquês. Padrão de camuflagem M/84 com uma borracha grande para prendê-la bem ao capacete. Feito do mesmo tecido do uniforme de combate M/84 (67% algodão e 33% poliéster).

- Capacete M/03: Série 501814-JJxx (x=XL, L, M) da MSA Gallet. Com padrão de camuflagem de deserto M/99 e uma borracha grande para prendê-lo bem ao capacete. Confeccionada com o mesmo tecido do uniforme Deserto M/03 (90% algodão e 10%poliéster)

### Variante canadense
As forças canadenses adotaram o SPECTRA com algumas modificações. O capacete CG634 foi introduzido em 1997 como substituto dos capacetes M1 mais antigos. As forças canadenses testaram o PASGT (Personnel Armor System for Ground Troops) na década de 1990 antes de adotar a versão francesa. A versão canadense é feita pela Barrday de Ontário (versões de teste) e GSI (Gallet Sécurité Internationale) em Saint-Romuald, Quebec.

## Galeria

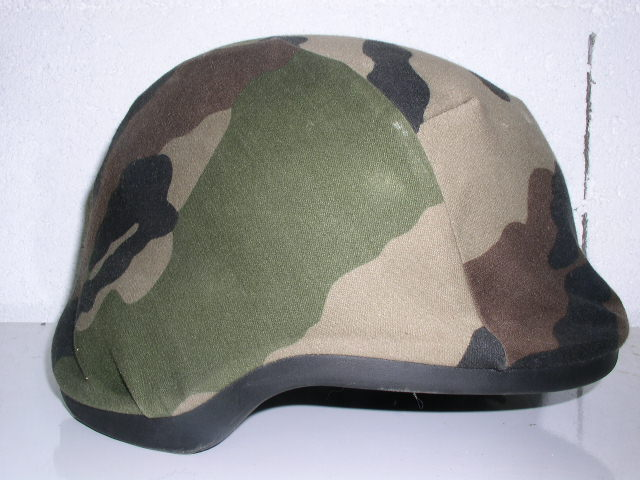
Capacete Spectra com a camuflagem da Europa Central do Exército Francês.
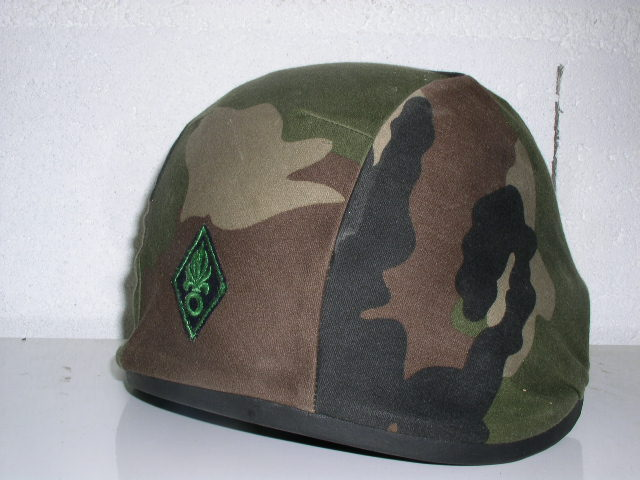
Capacete Spectra, visto de costas, com a insígnia da Legião Estrangeira.
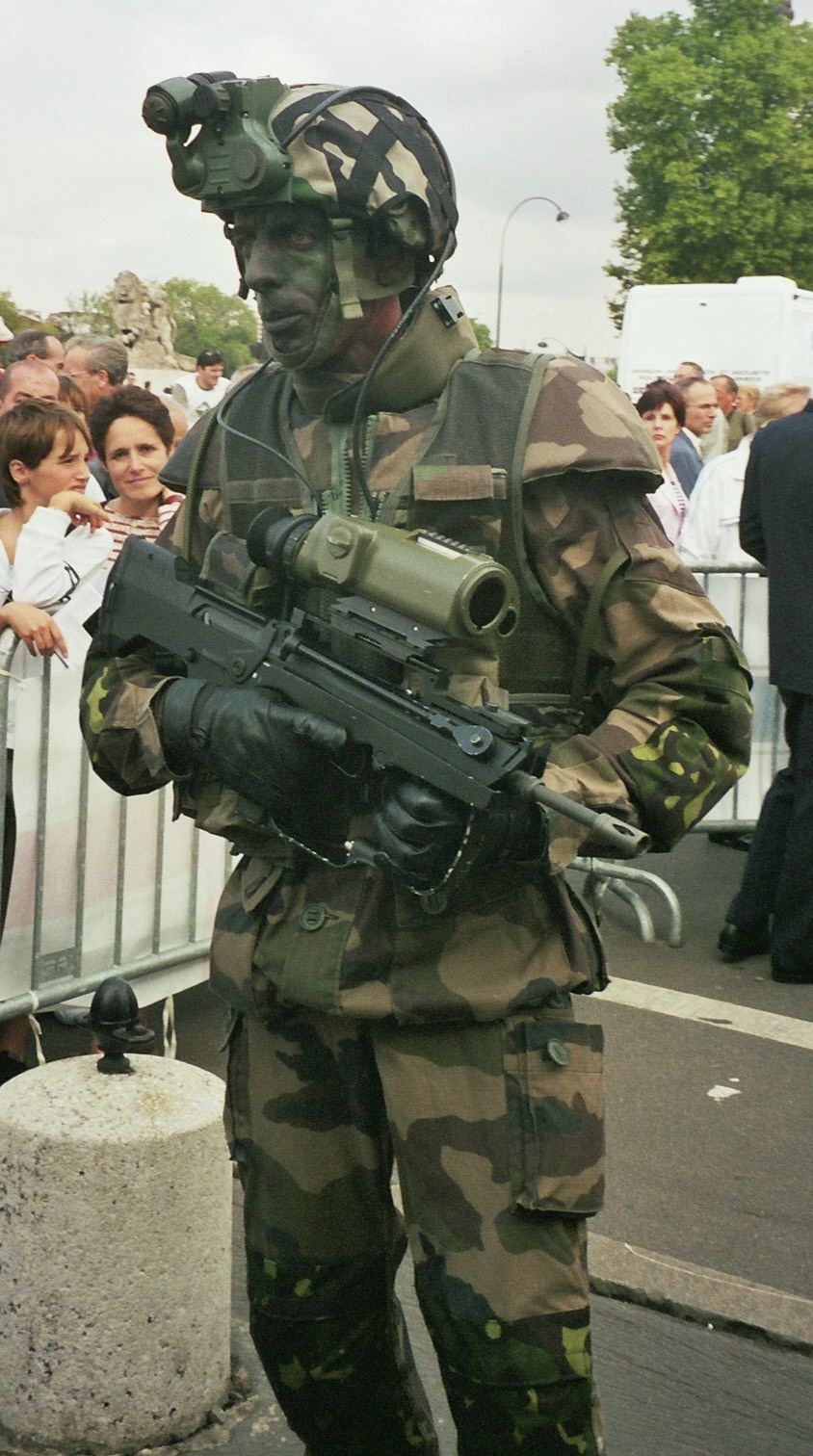
Capacete Spectra com o equipamento eletrônico do sistema FÉLIN.
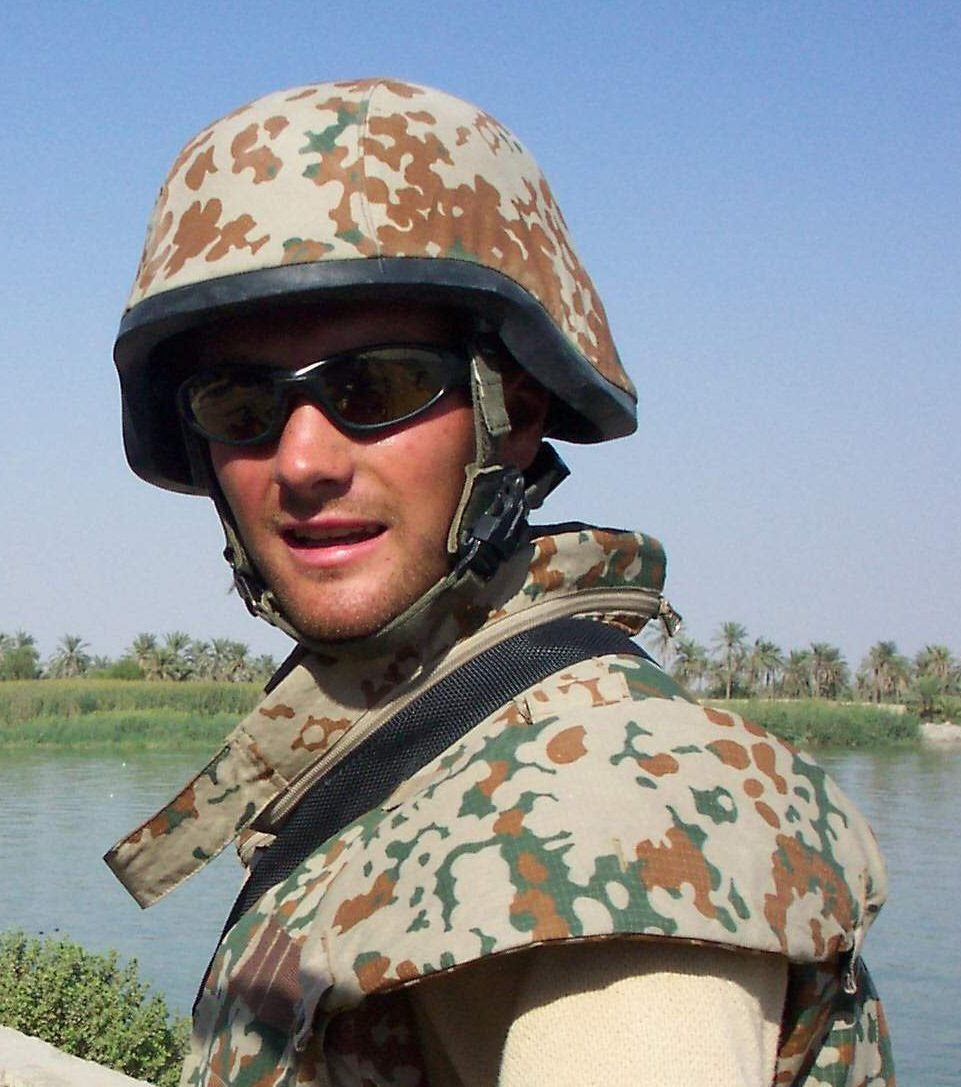
Capacete Spectra usado pelos militares dinamarqueses durante as operações no Iraque.
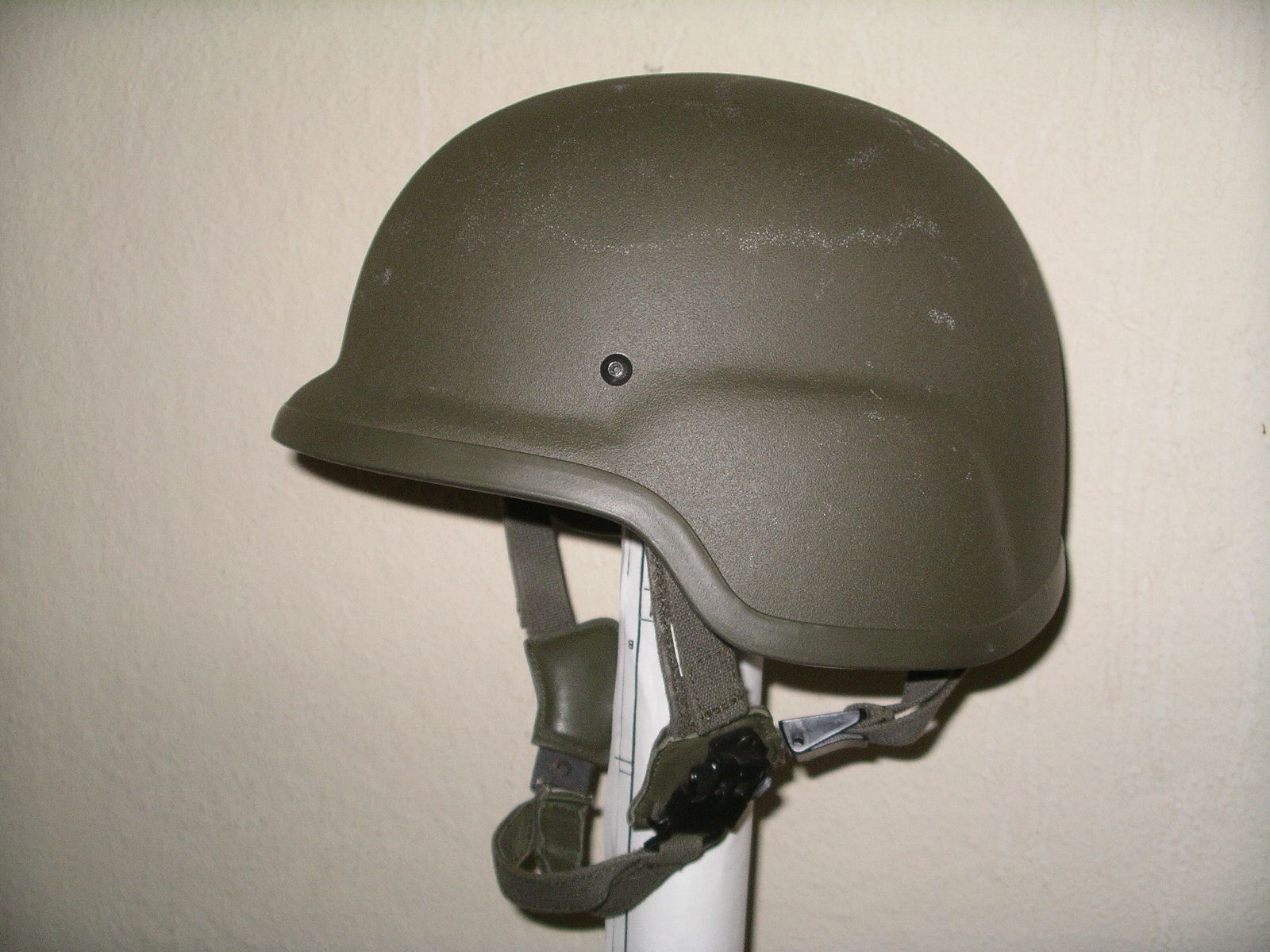
Capacete de combate CGF Gallet TC "Denmark". Capacete designado, M/96, verde na Dinamarca
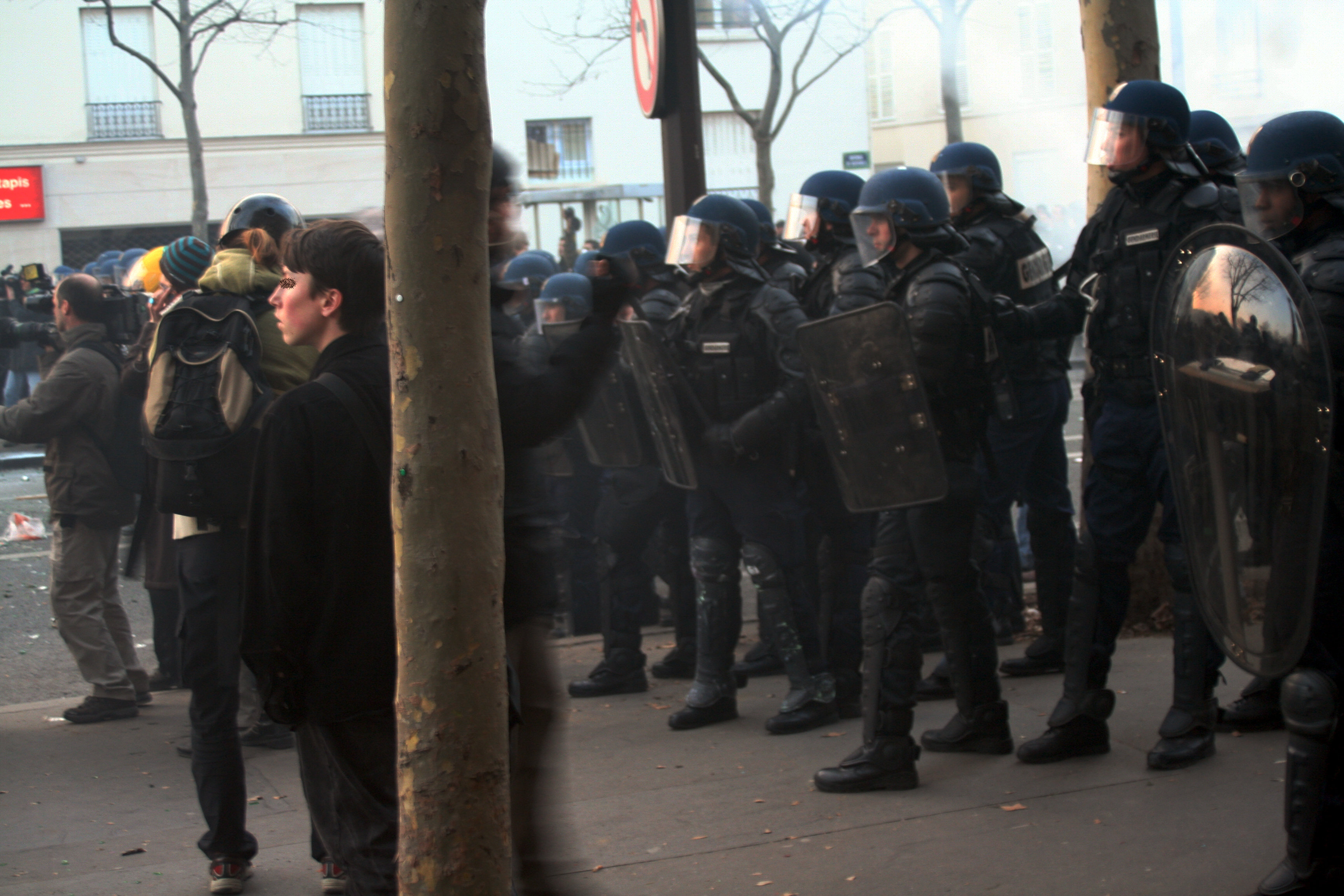
Versão antimotim da Gendarmerie Mobile.
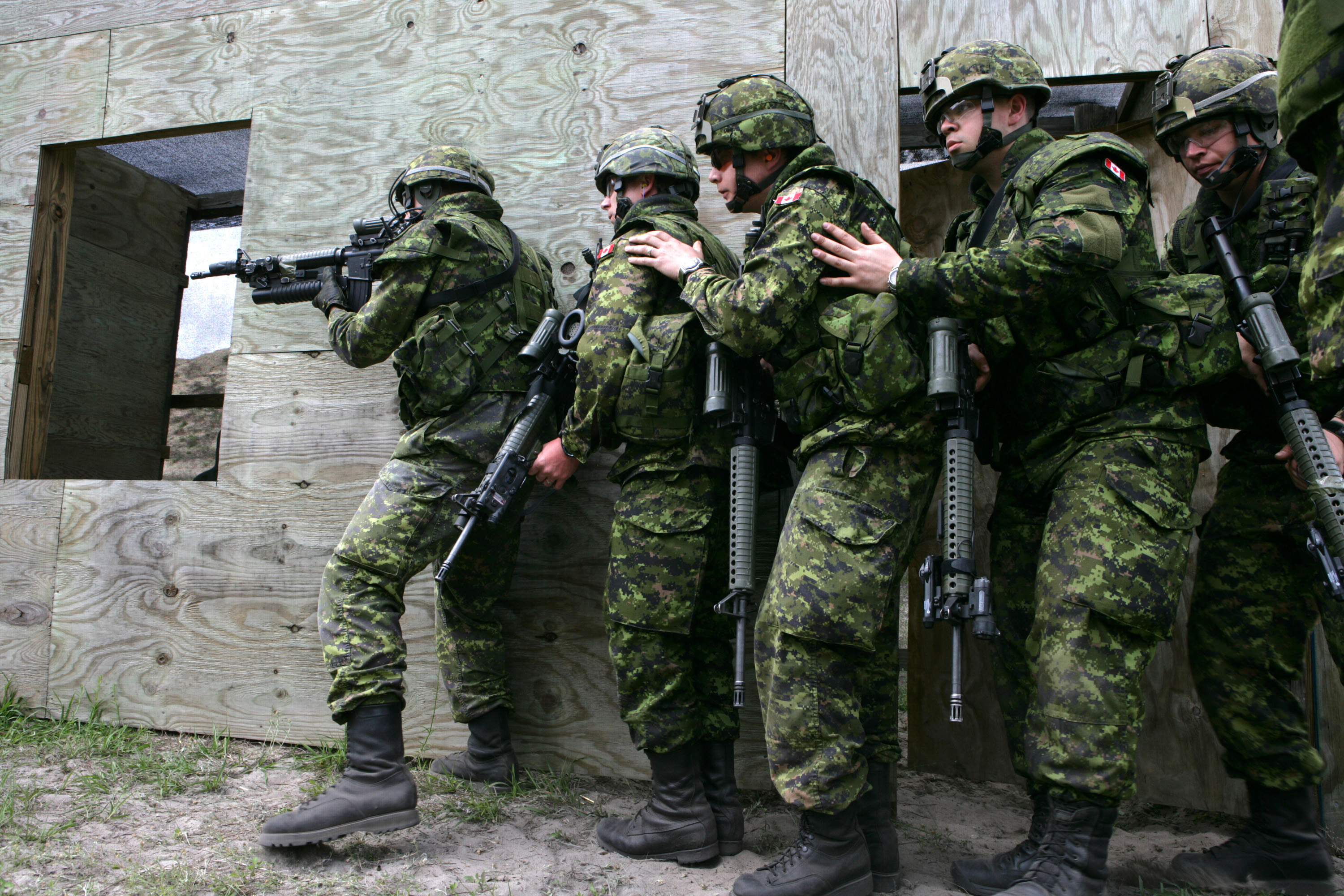
O Royal 22e Régiment ("Vandoos") em treinamento de guerra urbana.

## Usuários
- França
- Canadá - versão modificada com proteção balística reforçada, conhecida como CG634
- Dinamarca - capacete M/96, verde
- Ucrânia- entregas dinamarquesas e francesas em 2014
- Marrocos

## Artigos relacionados
- Lista de capacetes do exército francês